# Concepción (Corrientes)
Concepción ist die Hauptstadt des gleichnamigen Departamentos Concepción in der Provinz Corrientes im Nordosten Argentiniens. Der Ort war ursprünglich unter seinem Guaraní-Namen Yaguareté Corá bekannt, der auch heute noch gebräuchlich ist. Im Jahre 1870 erhielt der Ort seinen heutigen Namen, der in seiner vollständigen Form Inmaculada Concepción de la Virgen Maria lautet. In der Klassifizierung der Gemeinden in der Provinz Corrientes zählt Concepción zur 2. Kategorie.

## Bevölkerung
Die Bevölkerung betrug nach dem letzten Zensus (2001) 4.800 Einwohner. Nach Schätzungen aus dem Jahre 2007 ist die Zahl der Einwohner auf etwa 7.000 angewachsen.

## Geschichte
Concepción wurde am 21. September 1796 im Rahmen der Besiedlung durch Kleinbauern und unabhängige Viehzüchter gegründet. General Manuel Belgrano konzentrierte hier seine Truppen vor der Schlacht von Itapúa.